# Chaabet El Ham
Chaabet El Ham è un comune dell'Algeria, situato nella provincia di ʿAyn Temūshent.